# Gonzalo Sánchez de Lozada
Gonzalo Sánchez de Lozada Bustamante, chiamato popolarmente "Goni" e, da alcuni oppositori, soprannominato dispregiativamente "El gringo" (La Paz, 1º luglio 1930), è un politico, economista e imprenditore boliviano oltre che ex-Presidente della Repubblica. È stato presidente della Bolivia, che governò con due differenti mandati (1993-1997; 2002-2003). Fu anche collaboratore e ministro dell'ex-presidente Víctor Paz Estenssoro.

## Biografia

### Formazione
Ha studiato Filosofia e Lettere alla University of Chicago (USA), secondo alcuni senza concludere gli studi. È stato impresario cinematografico e creatore della compagnia mineraria COMSUR (Compagnia Mineraria del Sud). Secondo alcuni questa compagnia realizzò importanti guadagni grazie al fratello di Goni, Antonio Sanchez de Lozada, che come presidente della COMIBOL (Compagnia statale delle miniere della Bolivia), trasmise gratuitamente le informazioni necessarie per chiedere l'assegnazione di concessioni minerarie in aree in cui le prospezioni erano state effettuate dalla stato.
Sánchez de Lozada appartiene al Movimento Nazionalista Rivoluzionario (MNR), partito dalle molte correnti politiche interne ed autore della rivoluzione nazionalista del 1952, della riforma agraria di 1953 e del suffragio universale.

### Primo mandato presidenziale 1993-1997
Nell'esercizio del primo mandato presidenziale (1993-1997), in alleanza col piccolo partito di sinistra Movimiento Bolivia Libre, MBL e con alla vicepresidenza il dirigente aymara Victor Hugo Cardenas, promulgò importanti leggi di riforma, come la legge di Partecipazione Popolare, che ha dato per la prima volta in Bolivia una certa autonomia e capacità finanziaria ai comuni (pur opponendosi alle autonomie dei dipartimenti regionali), la legge INRA di riforma agraria, dopo gli scandali agrari del governo precedente, la legge Forestale, che ha incluso le organizzazioni indigene e popolari nello sfruttamento sostenibile delle foreste.
Pressato da organismi internazionali, come la Banca Mondiale ed il Fondo Monetario Internazionale, ma anche dalle politiche applicate nei paesi confinanti ed, estesamente, in tutto il mondo, Goni promosse un programma di capitalizzazioni delle imprese statali e continuò nella politica economica, definita neoliberale, già avviata dai suoi predecessori.
È stato accusato di interferenza e di interessi privati nel processo di capitalizzazione, accusa ancora non provata. Anche se oscuro in molte parti, e con gravi accuse di corruzione per alcuni dei suoi collaboratori di governo, il processo di capitalizzazione di Goni non è stato esclusivamente, come affermato da molti, un disastro economico. Ha permesso per esempio alle compagnie statali capitalizzate di esser tolte dagli appetiti e la corruzione di molti politici che le usavano come imprese personali e bottino elettorale. ENTEL (comunicazione), ENFE (ferrovie) ed altre imprese, hanno ottenuto importanti iniezioni di capitali, generando fonti del lavoro ed hanno permesso di finanziare un'altra importante, anche se parziale, riforma di Goni: una pensione annuale per gli anziani, il Bonosol, ancora in vigore e solo marginalmente modificato nel 2008 dal presidente Morales.
Uno degli errori politici più importanti di Goni è stato forse lo smantellamento graduale della compagnia nazionale degli idrocarburi, YPFB. Nonostante questo processo venne concluso più tardi da altri presidenti, e benché abbia canalizzato importanti investimenti stranieri, non ebbe l'appoggio della popolazione che non la comprese e la considerò sempre come la svendita di un patrimonio nazionale prioritario.
Non va dimenticato infine che durante la sua presidenza si avvia il processo di sdoganamento in Bolivia di Ernesto Guevara, el Che, considerato fino allora nel paese esclusivamente come l'esecutore di un tentativo di invasione straniera. Viene autorizzato lo scavo di un'équipe cubano-argentina, nella pista aerea di Vallegrande, nel dipartimento di Santa Cruz, per ritrovare i resti del Che e di altri guerriglieri, scavi coronati con il ritrovamento del corpo del comandante guerrigliero.

### Secondo mandato presidenziale 2002-2003
Sánchez de Lozada ottenne nuovamente la maggioranza relativa alle elezioni presidenziali del 2002, con poco meno del 23% dei voti. Il leader dell'opposizione, Evo Morales, risultò staccato da Goni solo da poco più di un punto percentuale di differenza. A loro volta altri due candidati presidenziali, Manfred Reyes Villa e Jaime Paz Zamora, raggiunsero percentuali vicine al 20%. Dato che la legge elettorale permette l'elezione presidenziale solo tra i due candidati con maggiore votazione, i partiti definiti tradizionali diedero, spesso controvoglia, il loro appoggio all'elezione presidenziale di Sánchez de Lozada. Si costituì in questo modo una coalizione di governo eterogenea, fatta dei molti "caudillos" di questi partiti (NFR, MIR, ecc.) che governarono spesso in modo autonomo, indebolendo e frammentando il potere del presidente.
Il secondo mandato presidenziale di Goni dovette dunque fare i conti con una compagine di governo troppo disgregata e rissosa e un'opposizione sempre più forte, appoggiata da un rilevante risentimento della popolazione per il processo di capitalizzazione che Goni aveva avviato durante la sua precedente presidenza, processo mai spiegato in forma adeguata alla gente e viziato da numerosi scandali di corruzione.
A far precipitare la situazione fu la politica di commercio del gas naturale, una risorsa che andava acquisendo sempre maggiore rilevanza grazie ai nuovi giacimenti scoperti dalle compagnie petrolifere internazionali attraverso grandi investimenti di esplorazione.
Anche se il piano ufficiale di Goni era quello di finanziare progetti sanitari ed educativi con le entrate generate dall'esportazione del gas, il prezzo di vendita, il destinatario principale (gli Stati Uniti), e la possibilità che il trasporto dell'idrocarburo avvenisse attraverso porti cileni, con cui Bolivia ha un antico contenzioso territoriale, generò una fortissima opposizione interna. Questa opposizione vide spesso convergenti gli interessi di alcuni partiti della destra tradizionale, legata al defunto generale Banzer, a cui Goni era inviso, con i movimenti sociali popolari. Il conflitto, con scioperi, blocchi stradali e continue manifestazioni, sfociò in una vera insurrezione popolare in alcune aree andine il cui leader principale era il capo dell'opposizione al governo, Evo Morales.
Il 17 ottobre 2003, di fronte alle dimensioni della rivolta, che produsse decine di morti nella città di El Alto, e notevoli divisioni nel governo, Sánchez di Lozada fu costretto a dimettersi ed a fuggire negli Usa. Subentrò alla presidenza, secondo la costituzione, il vicepresidente, Carlos Mesa.
Il governo del presidente Morales ha avviato tutte le procedure per la richiesta di estradizione di Goni dagli Stati Uniti. Solo nel settembre del 2007 la corte suprema della Bolivia ha approvato la richiesta.